# Сеабра
Сеабра (порт. Seabra) — муниципалитет в Бразилии, входит в штат Баия. Составная часть мезорегиона Юго-центральная часть штата Баия. Входит в экономико-статистический микрорегион Сеабра. Население составляет 40 562 человека на 2006 год. Занимает площадь 2825,016 км². Плотность населения — 14,4 чел./км².

## История
Город основан в 1922 году.

## Статистика
- Валовой внутренний продукт на 2003 год составляет 77 469 458,00 реалов (данные: Бразильский институт географии и статистики).
- Валовой внутренний продукт на душу населения на 2003 год составляет 2007,76 реалов (данные: Бразильский институт географии и статистики).
- Индекс развития человеческого потенциала на 2000 год составляет 0,661 (данные: Программа развития ООН).